# زيوسودرا
زيوسودرا (بالأكدي: 𒀭𒄑𒉋𒂵𒈨𒌋𒌋𒌋)ZI.UD.SUD.RA2 زيودسورا (ك) «الحي لأيام طويلة»؛ (باليوناني:Ξίσουθρος|Xisuthros) أو زين-سودو (بالآشوري:𒍣𒅔𒋤𒁺) ZI.IN.SUD.DU) من شوروباك (ج. 2900 قبل الميلاد) المدرج في قائمة WB-62 ملوك سومر كالتالي آخر ملك لـسومر قبل الفيضان الكبير. ثم تم تسجيله كبطل لأسطورة الخلق السومرية، وهو معروف أيضًا بأسم «زيسوثورس» الهيليني من كتابات بيروسوس اللاحقة.
زيوسودرا هو واحد من عدة شخصيات أسطورية من أبطال أساطير الطوفان القريبة من الشرق، بما في ذلك اتراخيسيس وأوتنابيشتيم ونوح التوراتي - على الرغم من أن كل قصة لها عناصر مميزة، فإن العديد من عناصر القصة شائعة في نسختين أو ثلاثة أو أربعة.

## الأدبية والأدلة الأثرية

### الملك زيسودرا من شوروباك
في قائمة WB-62 ملوك سومر، تم سرد زيسودرا، أو زين-سودو من شوروباك بأعتباره آخر ملوك سومر قبل فيضان كبير. وقد تم تسجيله على أنه ملك و غودوغ لـ 10 سارس، أو لفترة 3600 سنة،  على الرغم من أن هذا ربما كان خطأ نسخ لمدة 10 سنوات. . في هذه النسخة، ورث زيوسودرا الحكم من والده سوروباك (مكتوبة سو.كور.لام) الذي حكم لمدة 10 سارس.
الخط الذي يلي زيوسودرا في WB-62 يقرأ: ثم أجتاح الفيضان. السطر التالي يقرأ: بعد أن أجتاح الفيضان، نزل الملك من السماء. كانت الملكية في كيش. أزدهرت مدينة كيش في عصر فجر السلالات بعد فترة وجيزة من الفيضان النهري المكتشف في منطقة شوروباك (حديثاً تل فارا، العراق) ومختلف المدن السومرية الأخرى. لقد كان هذا الفيضان مؤرخاً بالكربون المشع إلى. 2900 قبل الميلاد. تم أكتشاف الفخار متعدد الألوان من عصر جمدة نصر (حوالي القرن 30 قبل الميلاد) مباشرة تحت طبقة الفيضان في شوروباك،  وقد سبق عصر جمدة نصر مباشرة فترة السلالة الأولى المبكرة.
إن أهمية أسم زيوسودرا الذي يظهر على قائمة الملك WB-62 هي بأنه يربط الفيضان المذكور في ملاحم الطوفان البابلية الثلاثة الباقية من زيوسودرا (أسطورة الخلق السومرية)، أوتنابيشتيم (ملحمة جلجامش)، وأترا هاسس (ملحمة أترا هاسس) إلى رواسب الفيضانات النهرية في شوروباك، أوروك، كيش وآخريات. التي تم تحويلها إلى الكربون المشع 2900 ق. وقد أدى ذلك ببعض الباحثين إلى الأستنتاج بأن بطل الفيضان كان ملكًا لشوروباك في نهاية عصر جمدة نصر (حوالي 3100–2900) والتي أنتهت بفيضان النهر 2900 قبل الميلاد.
ويدعم زيوسودرا بكونه ملكا من شوروباك بواسطة لوح جلجامش الحادي عشر إشارة إلى أوتنابيشتيم (ترجمة أكدية من الأسم السومري زيوسودرا) مع لقب «رجل شوروباك» في السطر 23.

### أسطورة الفيضان السومرية
تُعرف قصة زيوسودرا من حجر واحد مجزأ مكتوب باللغة السومرية، تمثَّل بنصه إلى القرن السابع عشر قبل الميلاد (الإمبراطورية البابلية القديمة)، ونشره أرنو بويبل في عام 1914. الجزء الأول يتعامل مع خلق الإنسان والحيوان وتأسيس المدن الأولى إريدو وباد تيبيرا ولاراك وسيبار وشوروباك. بعد قسم مفقود في اللوحة، نعلم أن الآلهة قد قررت إرسال طوفان لتدمير البشرية. يحذر الإله إنكي (رب العالم السفلي من المياه العذبة والمكافئ السومري للإله البابلي إيا) زيوسودرا، حاكم شوروباك، لبناء قارب كبير. كما يتم فقدان المقطع الذي يصف إتجاهات القارب. عندما يستأنف الحجر، فإنه يصف الفيضان. أحتدمت عاصفة رهيبة لمدة سبعة أيام، «القارب الضخم تم رميه على المياه العظيمة»، ثم يظهر أوتو (الشمس) ويفتح زيوسودرا نافذة، يسجد بنفسه، ويضحي بذرة وخروف. بعد أستراحة أخرى، يستأنف النص، ويبدو بأن الفيضان قد أنتهى، ويسجد زيوسودرا بنفسه أمام آن (السماء) وإنليل (رب التنفس)، الذي يعطيه «التنفس الأبدي» ويأخذه للسكن في دلمون. وضاع ما تبقى من القصيدة.[إخفاق التحقق]
تضيف ملحمة زيوسودرا عنصرًا في السطور 258–261 غير موجود في النسخ الأخرى، بعد الفيضان النهر «الملك زيوسودرا... تسببوا في السكن في أرض بلد دلمون، المكان الذي تشرق فيه الشمس». في هذا الإصدار من القصة، يطفو قارب زيوسودرا إلى نهر الفرات في الخليج العربي (بدلاً من أن يصل إلى جبل، أو يصل إلى كيش). تم تفسير الكلمة السومرية كور في السطر 140 من أسطورة فيضان جلجامش على أنها تعني «الجبل» في الأكادية، على الرغم من أنها في السومرية، لم تكن كور تعني «الجبل» بل بالأحرى «الأرض»، وخاصة بلد أجنبي.
تشير الوثيقة السومرية المعروفة باسم تعاليم شوروباك المؤرخة من قبل كرامر إلى حوالي 2600 قبل الميلاد، في نسخة لاحقة إلى زيوسودرا. صرح كريمر بأن «زيوسودرا أصبح شخصية جليلة في التقليد الأدبي بحلول منتصف الألفية الثالثة قبل الميلاد».

### زيوثروس
زيوثروس (Ξισουθρος) هو هلينة من زيوسودرا السومري، والمعروفة من كتابات بيروسوس، كاهن بيل في بابل، الذي أعتمد عليه ألكسندر بوليهستر بكثافة للحصول على معلومات حول بلاد ما بين النهرين. من بين الميزات المثيرة للإعجاب لهذه النسخة من أسطورة الفيضان، يتم التعرف، من خلال التفسير الجرافيكي، للإله السومري إنكي مع الإله اليوناني كرونوس، والد زيوس. والتأكيد على أن زورق القصب الذي بناه زيوثروس قد نجا، على الأقل حتى يوم بيروسوس، في «جبال كورسيريان» في أرمينيا. أدرج زيوثروس كملك، أبن أحد ارداتيس، وحكموا 18 ساري. واحد ساروس (شار في الأكادية) تعادل حوالي 3600 سنة، وبالتالي تم ترجمة 18 ساري كـ64800 سنة. جادل ر. م. بيست بأن هذا كان خطأ في الترجمة؛ تم الخلط بين علامة U4 القديمة التي تعني سنة مع علامة سار التي تحتوي كلاهما على شكل من أشكال الألماس على 4 جوانب وأن زيوثروس قد ساد في الواقع 18 عامًا.